# Ăn thịt bạn tình

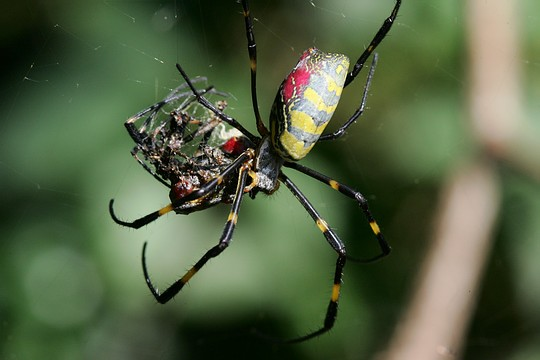
Một con nhện đang ăn bạn tình của nó

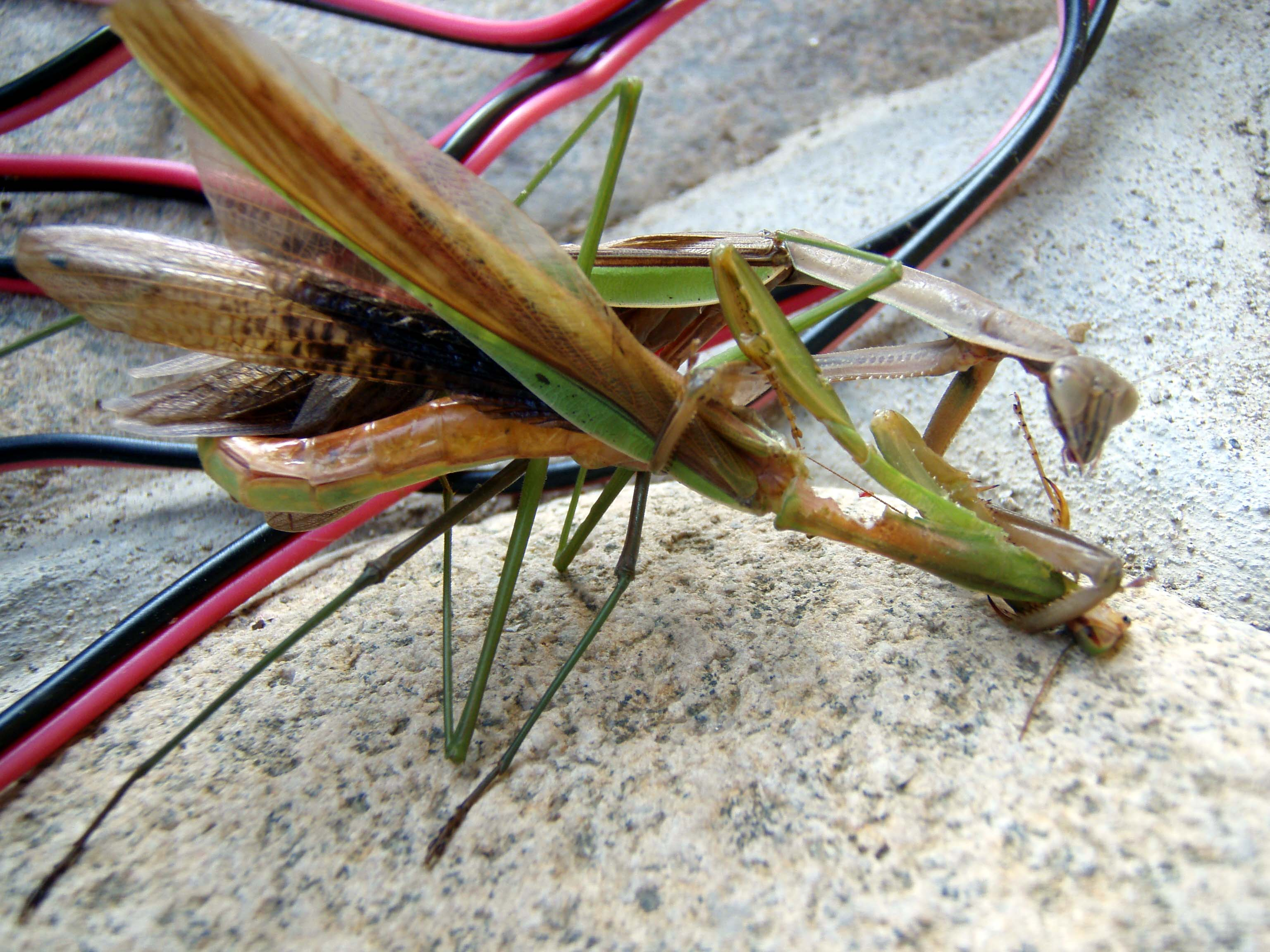
Một con bọ ngựa cái đang ăn thịt con đực khi bắt đầu giao phối

Ăn thịt bạn tình là một dạng ăn thịt đồng loại xảy ra ở một số động vật ăn thịt bạn tình của mình lúc bắt đầu, trong khi hoặc sau khi giao phối. Những hành vi này được ghi nhận ở một số loài nhện và côn trùng mà điển hình là bọ ngựa. 
Thói quen ăn thịt đồng loại sau khi giao phối là phổ biến ở bọ ngựa và một số loài động vật khác như loài nhện, bọ cạp, dế, châu chấu, bọ cánh cứng. Ăn thịt bạn tình là đặc tính khá độc đáo của một số loài động vật bậc thấp. 

## Đại cương
Con đực chấp nhận bị ăn thịt để tăng cơ hội giao phối và kéo dài thời gian giao phối hoặc giả là hành động hy sinh của con đực là cho thế hệ sau. Hành động ăn thịt bạn tình ngay sau khi giao phối của hai loài kể trên có tác dụng làm cho những con con sinh ra được khỏe mạnh hơn. Đối với các cá thể cái, ăn thịt bạn tình có thể mang tới lợi thế về dinh dưỡng hoặc giúp loại bỏ số lượng những ông bố không mong muốn. Đối với các cá thể đực, sự hy sinh có thể nhằm bảo đảm các gene của chúng sẽ được truyền lại cho thế hệ sau. Dù vậy, hành vi sinh sản và ăn luôn con đực không có liên quan gì với nhau, có ý kiến rằng nó chỉ đơn giản là đói.

## Các loài

### Nhện
Nhện cái ăn thịt nhện đực sau khi giao phối là thông thường, nhện đực là một loại thực phẩm hoàn hảo, gần gũi với nhu cầu dinh dưỡng của nhện cái nên nó mới thu hút nhện cái ăn thịt chúng. Tính gây hấn của một con nhện cái có thể ảnh hưởng tới việc nó quyết định ăn thịt bạn tình tiềm năng ngay lập tức hay trì hoãn chuyện đó tới sau khi hoàn tất giao phối. Ở một số loài nhện ví dụ như nhện Iberian tarantula (Lycosa hispanica), các con cái khét tiếng vì thói quen ăn thịt bạn tình sau khi quan hệ. Tuy nhiên, trong thực thế vẫn có những con nhện cái thậm chí ăn cả bạn tình tiềm năng trước cả khi quá trình giao phối diễn ra. Ở một số loài nhện, con đực để lại xúc túc đóng vai trò như dương vật có thể tách rời của chúng bên trong cơ thể con cái sau cuộc giao hoan nhằm xua đuổi tinh trùng của các tình địch.

### Bọ ngựa
Những con bọ ngựa cái lớn hơn nhiều so với con đực, có thể không thể chống lại được một bữa ăn là con đực thật hấp dẫn, nên con đực bị hại. Con bọ ngựa cái được nuôi dưỡng tốt không ăn thịt đồng loại, trong khi đó những con cái bị bỏ đói ăn bất kỳ con đực nào mà chúng thấy dù có giao phối hay không. Tập tính ăn thịt đồng loại sau khi giao phối không phải là bắt buộc để bọ ngựa sinh sản. Hành vi này có thể giúp cho con cái một nguồn dinh dưỡng hữu ích cho chính bản thân nó và để nuôi con cái.